# Hot Springs (Carolina del Nord)
Hot Springs és una població dels Estats Units a l'estat de Carolina del Nord. Segons el cens del 2000 tenia 645 habitants.

## Demografia
Segons el cens del 2000, Hot Springs tenia 645 habitants, 293 habitatges i 176 famílies. La densitat de població era de 79,1 habitants per km².
Dels 293 habitatges en un 28% hi vivien nens de menys de 18 anys, en un 43,7% hi vivien parelles casades, en un 12,6% dones solteres, i en un 39,9% no eren unitats familiars. En el 37,5% dels habitatges hi vivien persones soles el 17,1% de les quals corresponia a persones de 65 anys o més que vivien soles. El nombre mitjà de persones vivint en cada habitatge era de 2,13 i el nombre mitjà de persones que vivien en cada família era de 2,77.
Per edats la població es repartia de la següent manera: un 21,4% tenia menys de 18 anys, un 8,5% entre 18 i 24, un 25,6% entre 25 i 44, un 26,5% de 45 a 60 i un 18% 65 anys o més.
L'edat mediana era de 42 anys. Per cada 100 dones de 18 o més anys hi havia 89,9 homes.
La renda mediana per habitatge era de 20.714 $ i la renda mediana per família de 30.882 $. Els homes tenien una renda mediana de 30.714 $ mentre que les dones 20.781 $. La renda per capita de la població era de 12.497 $. Entorn del 16,1% de les famílies i el 24,4% de la població estaven per davall del llindar de pobresa.

## Poblacions més properes
El següent diagrama mostra les poblacions més properes.